# Черновежда брадатка
Черновеждата брадатка (Megalaima oorti) е вид птица от семейство Брадаткови (Megalaimidae).

## Разпространение и местообитание
Видът е родом от полуостров Малайзия и Западна Суматра, където обитава предимно гори между 600 и 2000 метра надморска височина.